# Montagu House (Whitehall)

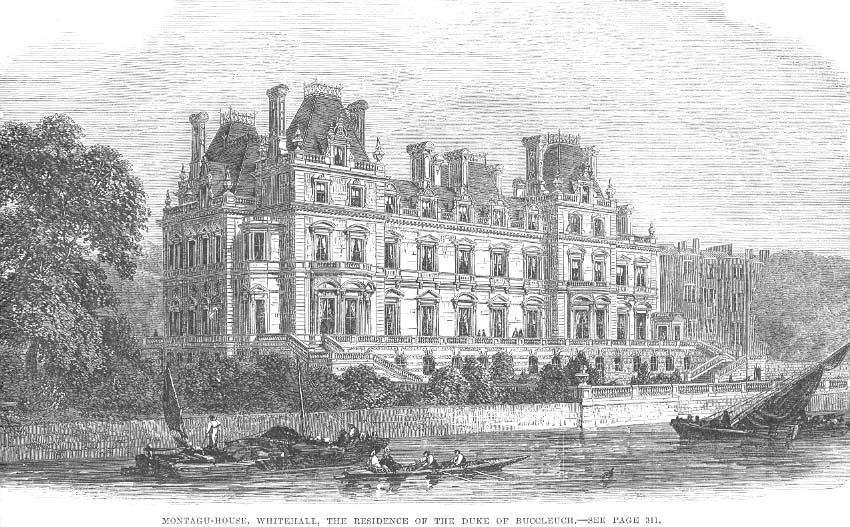
Montagu House na Era Vitoriana. Imagem publicada em 1864 pelo Illustrated London News.

Montagu House foi um palácio londrino construído em 1731 pelo 2º Duque de Montagu e totalmente reconstruído no final da década de 1850 pelo 5º Duque de Buccleuch, descendente do anterior. Ficava situado numa das mais importantes artérias de Westminster, a Whitehall, no centro de Londres.

## História
Em 1731, John Montagu, 2º Duque de Montagu, abandonou o grande Montagu House situado no socialmente declinante distrito de Bloomsbury, o qual se tornaria, mais tarde, nas primeiras instalações do British Museum, e comprou um lugar anteriormente ocupado pela residência dos Arcebispos de York em Londres, o qual fizera parte da área do Whitehall Palace. Construíu, então, um edifício relativamente modesto no estilo convencional da época, o qual pode ser visto na pintura que Canaletto fez da Whitehall.
No final da década de 1850, o 5º Duque de Buccleuch, descendente do 2º Duque de Montagu, um dos três ou quatro mais ricos proprietários rurais do Reino Unido, substituíu o edifício georgiano por uma das maiores residências privadas de Londres. Este novo edifício foi desenhado pelo versátil arquitecto escocês William Burn, ao estilo dos châteaux do renascimento francês. O edifício era muito admirado no seu tempo. Foi construído em pedra de Portland, com íngremes mansardas nos telhados, torres nos cantos e uma silhueta salpicada com chaminés de pedra. O interior apresentava um salão central, iluminado de cima, tectos pesadamente cofrados e grandes escadarias. O palácio alojava uma parte da excepcional colecção de arte Buccleuch, incluindo obras de Rubens e Rembrandt, além da mais refinada colecção britânica de miniaturas sem contar a Royal Collection.
Em 1917 o palácio foi tomado para servir como instalação de gabinetes governamentais, tendo sido demolido poucos anos depois. Actualmente, o local está ocupado, grosso modo, pela metade sul do edifício do Ministério da Defesa na Whitehall.

## Referência
- David Pearce: London Mansions: The Palatial Houses of the Nobility (B.T. Batsford Ltd, 1986)